# Euchloron megaera
Genre
Espèce
Synonymes
Pour le genre :
- Chlorina Guenée, 1862 (preocc.)

Pour l'espèce :
- Sphinx megaera Linnaeus, 1758
- Euchloron megaera cadioui Saldaitis & Ivinskis, 2010
- Deilephila megaera lacordairei Boisduval, 1833

Euchloron megaera est une espèce de lépidoptères (papillons) africains de la famille des Sphingidae. Elle est l'unique représentante du genre monotypique Euchloron.

## Morphologie
La longueur de l'aile antérieure est de 40–50 mm et l'envergure est de 96–121 mm. Le corps et les ailes antérieures sont d'un vert profond brillant. Les ailes antérieures ont une tache noire et blanche à la base, une tache brun foncé près du tornus et une ou deux à la costa. Les ailes postérieures sont jaune orangé avec une marge brune irrégulière devenant verdâtre près du tornus. Il y a une tache noire à la base et une grande tache noire allongée allant du bord interne à la nervure 5.

## Distribution géographique
L'espèce est connue de la plupart des pays d'Afrique et du Yémen. C'est une espèce migratrice.

## Biologie
Les chenilles se nourrissent d’Ampelopsis quinquefolia, et d'espèces des genres Vigna et Cissus.

## Sous-espèces
Il existe plusieurs sous-espèces :
- Euchloron megaera megaera (Linnaeus, 1758) — Très commun et largement distribué dans la plupart des habitats dans la majeure partie de l'Afrique subsaharienne et à Grande Comore, sauf en haute montagne et dans les zones très arides. Il ne se trouve pas non plus dans le Cap-Occidental.
- Euchloron megaera asiatica Haxaire & Melichar, 2009 — Yémen.
- Euchloron megaera lacordairei (Boisduval, 1833) — Madagascar, Mayotte, Mohéli et Anjouan.
- Euchloron megaera orhanti Haxaire, 2010 — La Réunion.
- Euchloron megaera serrai Darge, 1970 — São Tomé[4].